# 基町クレド
基町クレド（もとまちクレド）は、広島県広島市中区基町（紙屋町地区）にある複合商業施設。正式名称は『NTTクレド基町ビル』。

## 概要
1989年（平成元年）まで、日本電信電話 (NTT) 中国支社があった敷地に、1994年（平成6年）4月22日に開業した、NTT主体の再開発物件の一つである（再開発に至る経緯は後述）。
ショッピングモールの『パセーラ』が入居する商業棟（写真左）と、リーガロイヤルホテル広島が入居する宿泊棟（写真右）で構成されている。
商業棟は11階建ての建物で、商業棟左側の10階が中国新聞文化センター（ちゅーぴーカレッジ）、11階が多目的ホール『NTTクレドホール』になっている。かつてはそごう広島店新館が入居していたが、2023年8月31日で閉店。クレドホールでは展覧会やコンサートなどのイベントが行われ、毎年確定申告の時期には広島東・広島南・広島西・広島北税務署の広島合同申告会場に使用されている。
宿泊棟に入居する『リーガロイヤルホテル広島』は『新広島ホテル』時代より広島の迎賓館的な役割を果たしているホテルである。地上35階・150mで、完成当初は広島でもっとも高いビルだった。
1階の広場は『基町クレドふれあい広場』と呼ばれ、オーロラビジョン（可動式大画面スクリーン）が設置され、ワールドカップや広島東洋カープ・サンフレッチェ広島の試合のパブリックビューイングなどの時は大勢の人で盛り上がる。しかし近年ではこうしたパブリックビューイングの会場には旧市民球場跡地が用いられることが多く、節電の為イベント開催時を除き消灯されていることがほとんどである。また、この広場でもイベントが行われる事が有る。また、開店当初より毎年クリスマスツリーが建てられ、広島のライトアップの名所になっている。
機能面を含め建物のデザインが優れており、1994年（平成6年）『商環境デザイン賞』・『ひろしま街づくりデザイン賞』・『優良消防防災システム消防庁長官賞』を受賞、『グッドデザイン賞』（建物部門）を入賞している。
地下1階には紙屋町シャレオ、アストラムライン県庁前駅への通路、広島県立総合体育館側に繋がる地下通路もある。

### パセーラ
商業棟右側（写真中央）のオープン・スペースが、専門店街『パセーラ』である。1階から6階までオープンスペースで、天幕（天井）が幾層にも重なった構造を採用している。7階以上はクローズスペースになっている。10階は中国新聞文化センター（ちゅーぴーカレッジ）、11階はNTTクレドホールの一部（パセーラではない）。羽のマークがシンボルとなっている。
「パセーラ」の各フロアには「洗練されてさりげない生活のために」（1階）、「くつろいで形式ばらない生活のために」（4階）などのテーマが設けられており、レディスファッションや雑貨など個性的な店が多く集まる。地下1階の一部と7階・8階がレストラン街になっており、インド料理やイタリア料理など、外国の料理が味わえる。
映画「DOG×POLICE 純白の絆」では、連続爆弾事件の最初の爆発が起こる都内某所のショッピングモールという設定で、CGなしの本物の爆破シーンの撮影で使用された。

## フロア構成
| 階        | 商業棟               | 商業棟               | 連絡 | 宿泊棟                   |
| --------- | -------------------- | -------------------- | ---- | ------------------------ |
| 12 - 35階 | ×                    | ×                    |      | リーガロイヤルホテル広島 |
| 11階      | NTTクレドホール      | NTTクレドホール      |      | リーガロイヤルホテル広島 |
| 10階      | 中国新聞文化センター | 中国新聞文化センター |      | リーガロイヤルホテル広島 |
| 9階       | パセーラ             | パセーラ             |      | リーガロイヤルホテル広島 |
| 8階       | パセーラ             | パセーラ             |      | リーガロイヤルホテル広島 |
| 7階       | パセーラ             | パセーラ             |      | リーガロイヤルホテル広島 |
| 6階       | パセーラ             | パセーラ             | ○    | リーガロイヤルホテル広島 |
| 5階       | パセーラ             | パセーラ             |      | リーガロイヤルホテル広島 |
| 4階       | パセーラ             | パセーラ             |      | リーガロイヤルホテル広島 |
| 3階       | パセーラ             | パセーラ             |      | リーガロイヤルホテル広島 |
| 2階       | パセーラ             | パセーラ             | ○    | リーガロイヤルホテル広島 |
| 1階       | パセーラ             | パセーラ             | ○    | リーガロイヤルホテル広島 |
| 地下1階   | パセーラ             | パセーラ             |      | リーガロイヤルホテル広島 |
| 地下2階   | ×                    | ×                    |      | リーガロイヤルホテル広島 |

各フロアの詳細は公式サイト内フロアガイドを参照のこと。

## 歴史

### 再開発前
再開発前には、解体直前の『NTT基町ビル』を使い1989年（平成元年）12月1日から5日まで『NTTもとまち博覧会』が開かれNTTの歩みや、明治・大正・昭和の電話機や、当時の最新型電話機の展示。また、江戸時代から明治時代の町並みも再現。再開発ビル完成時に開封され送付されるタイムカプセル・特産品特売・寄席も行われた。
また、1990年（平成2年）4月28日から11月18日まで、建物解体後から建築開始までの空き時間を活用し『NTTもとまち広場』を設置。72のイベントが開催され入場者は130万人を突破。特に入場者が多かったイベントとして『広島中国展』・『広島歴史ロマン遊園』・『国際モーターフェスティバルひろしま'90』が上げられ、各10万人を超える入場者が来場した。

### 再開発
1989年（平成元年）1月27日の中国新聞に、『NTT基町ビル再開発計画』商業棟の具体的な計画が掲載。全体で約37,000m2で、その内広島そごう新館が約27,000m2。専門店が約10,000m2使うとした。
同年7月には、施設整備を行う『NTT中国不動産』が設立。整備施設の1つとされた。
1990年（平成2年）10月には、デザインが決定。同月23日より『NTTもとまち広場』に模型が展示された。デザインは広島城の天守閣をイメージし、太田川のデルタや『広島県産業奨励館』（原爆ドーム）からもデザインイメージを取り入れた。施設内には、店舗・ホテル・メッセなどを整備。当初予定では1990年（平成2年）中着工、1994年（平成6年）春完成とした。総工費は約600億円を予定した。
1990年（平成2年）12月12日には地鎮祭。1991年（平成3年）3月に着工された。
1991年（平成3年）6月には、『日本最大の機械式駐車場』が整備されることが明らかになり、地下2層に536台収容出来る駐車場が予定された。
1993年（平成5年）11月15日には、施設名を『NTTクレド基町ビル』（通称・基町クレド）を決定。開業日も商業棟は1994年（平成6年）4月22日、宿泊棟は同年4月25日と決まった。また、その日の時点で商業棟『パセーラ』のテナント契約の2割が残っていることが明らかにされ、料金を1割から3割下げて開業までにそろえるとした。

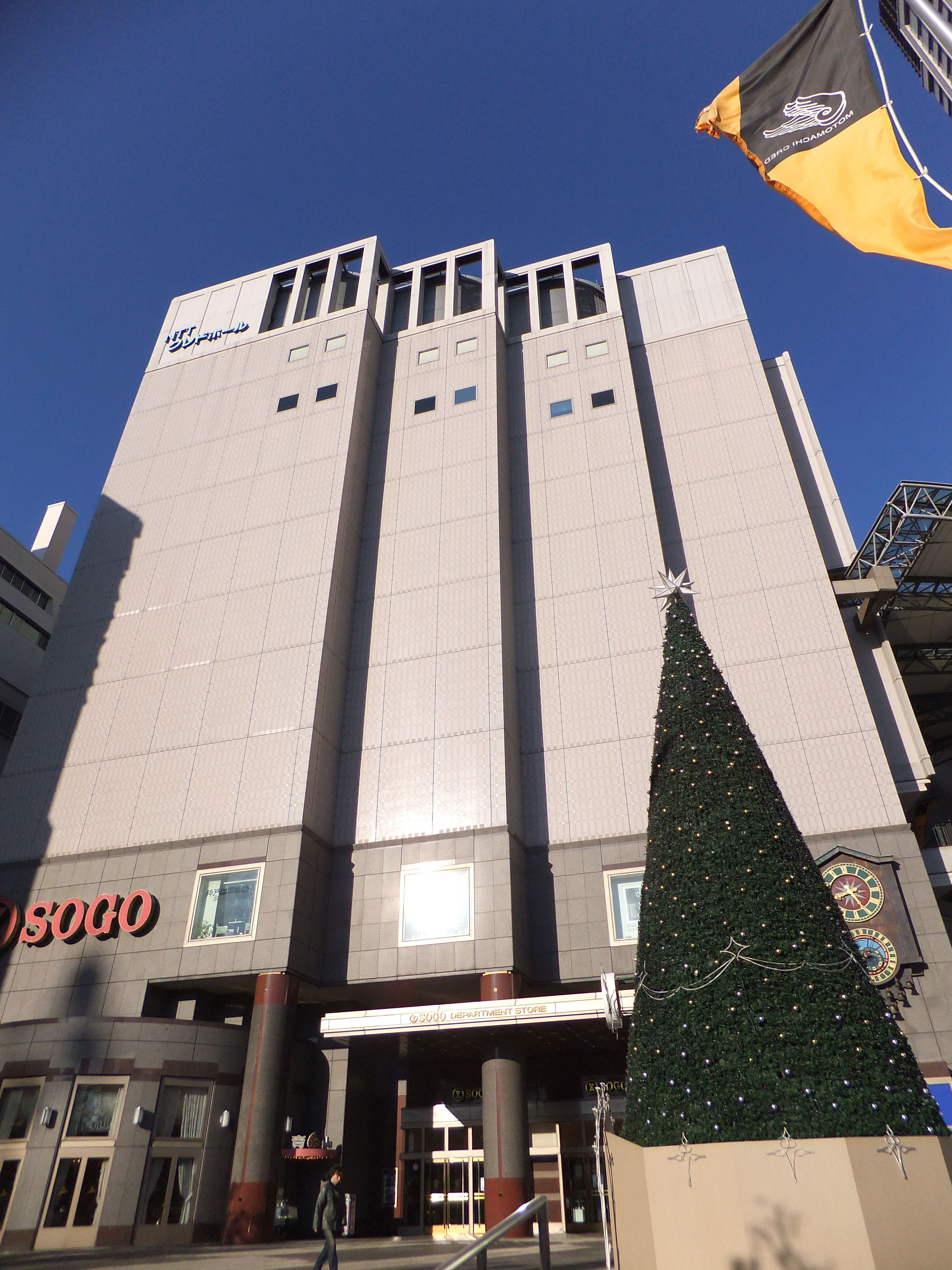
そごう新館 （商業棟）
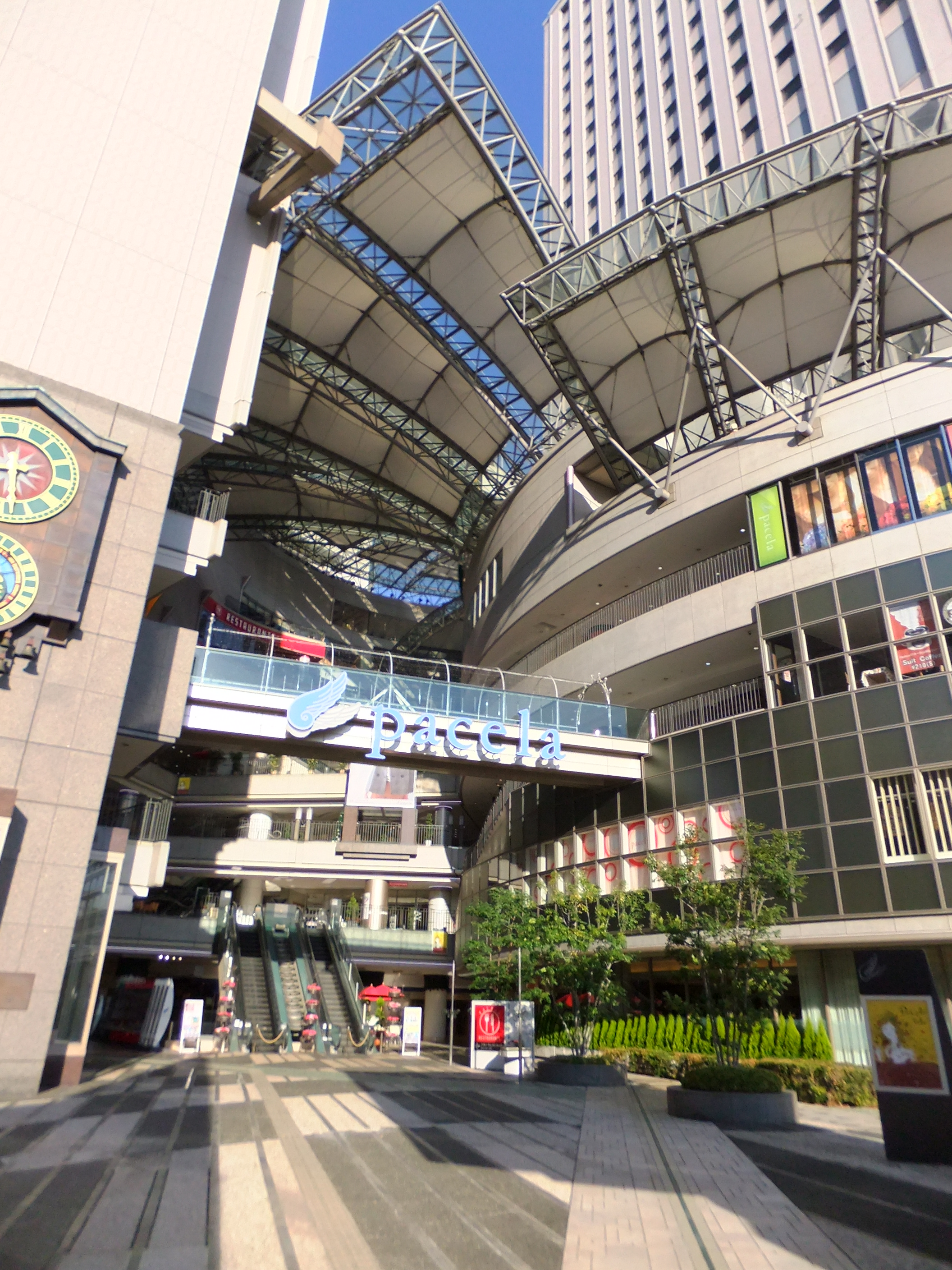
パセーラ （商業棟）
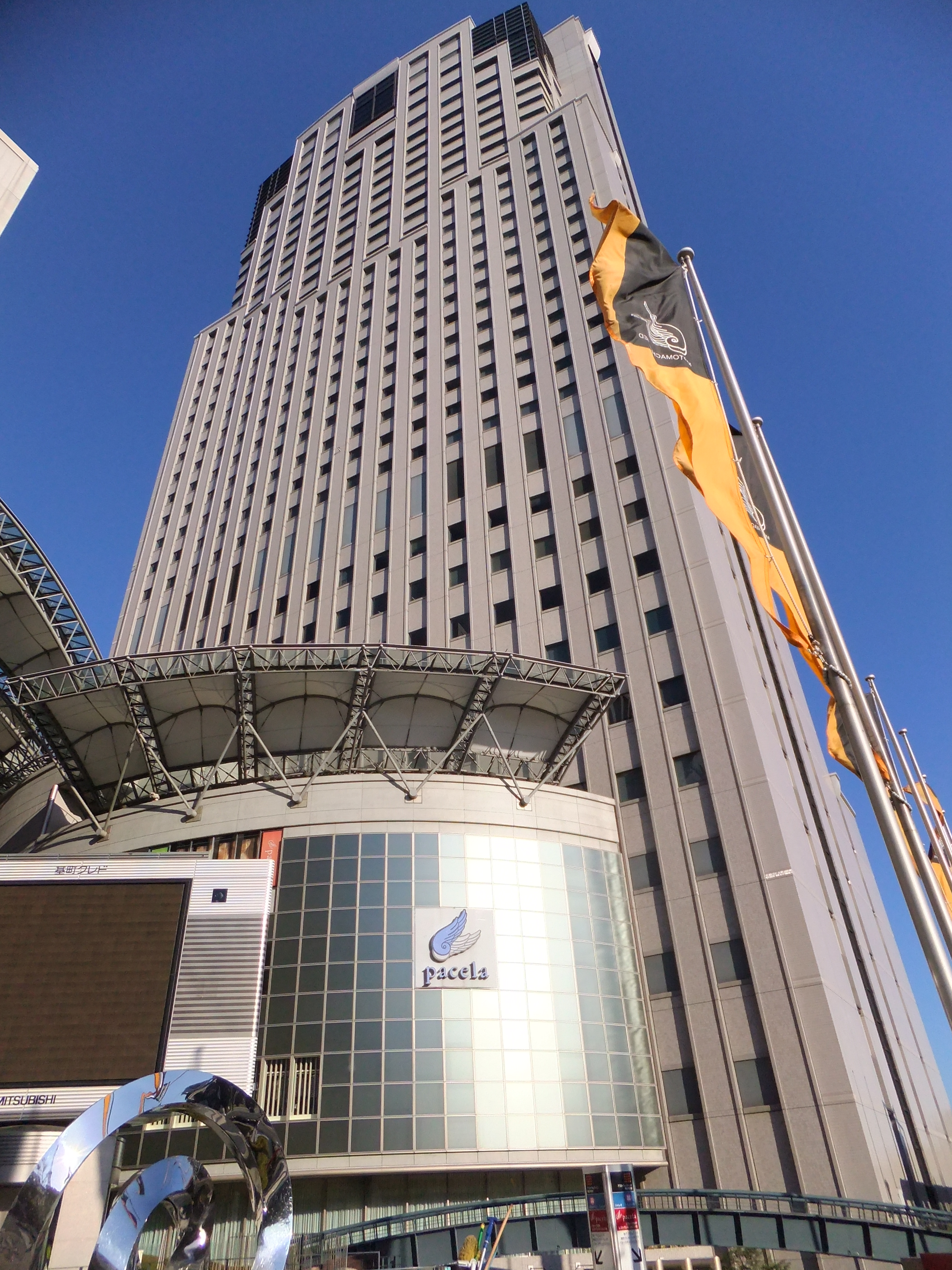
リーガロイヤルホテル広島 （宿泊棟）
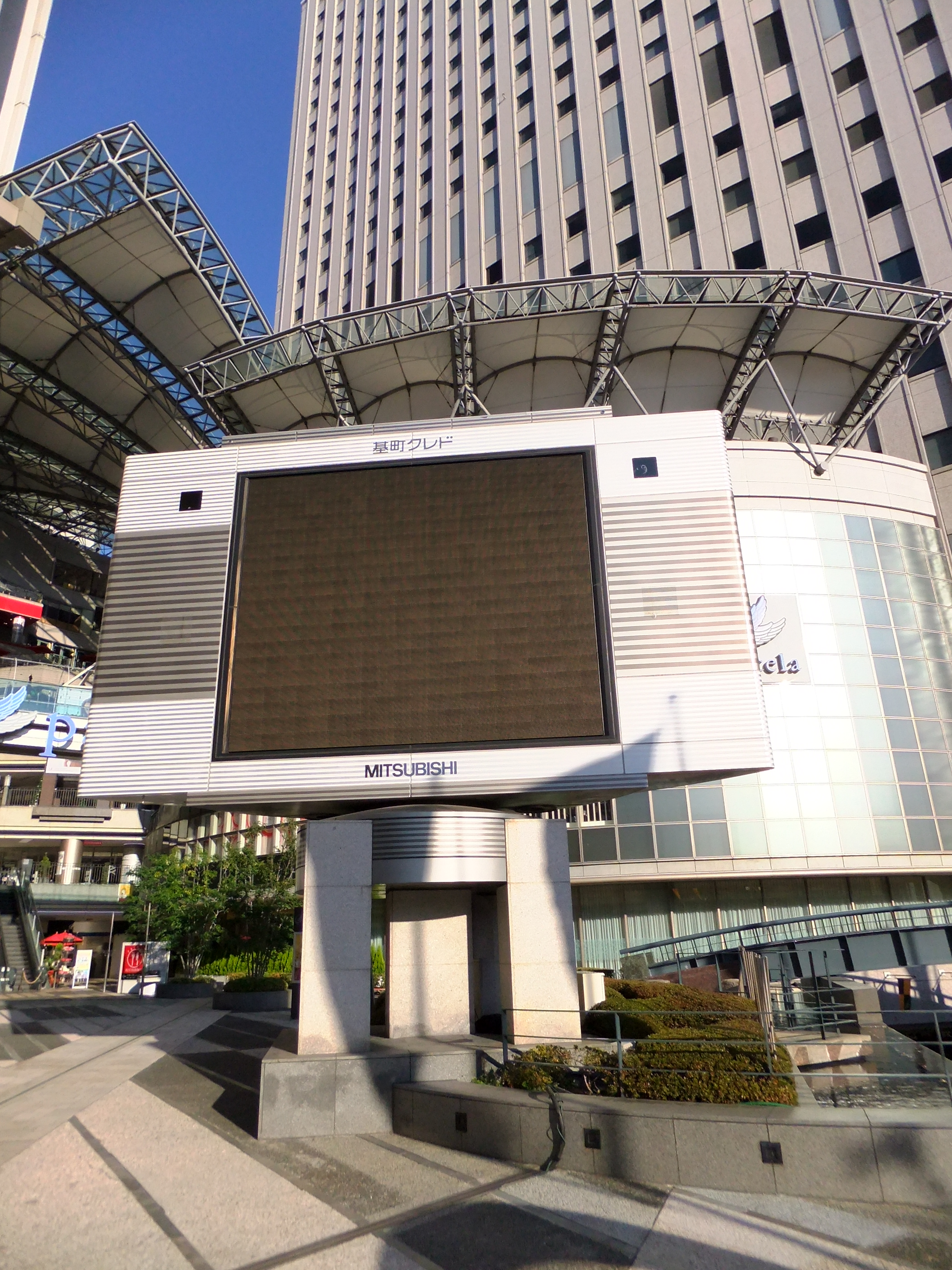
オーロラビジョン

## アクセス
- 公共交通機関
  - バスは、建物が広島バスセンターに直結している。アストラムラインは、紙屋町シャレオを介して県庁前駅に直結している。路面電車（広島電鉄）も、紙屋町西電停（宇品線の場合は紙屋町東電停）にも隣接している。
- 自家用車
  - 『基町クレドパーキング』に535台駐車ができ、その他提携駐車場もある。

## 補足
1. ↑  2016年12月現在、広島で最も高いビルは広島駅南口のシティタワー広島（197.5m）である。

## 参照
1. ↑  中国新聞 1989年11月25日 29ページ（広島西・広）『1日から「NTTもとまち博」 レトロ・ハイテク体験出来ます 特産品特売や寄席も』
2. ↑  中国新聞 1989年12月1日 28ページ（広島）『NTT博覧会開幕』
3. ↑  中国新聞 1990年11月14日 21ページ『入場130万人越し18日閉幕 NTTもとまち広場 半年余72行事 市民に発表の場』
4. ↑  中国新聞 1989年1月27日 6ページ『NTT基町ビル再開発 3万7000平方メートルの店舗面積固まる』
5. ↑  中国新聞 1989年7月12日 6ページ『NTT中国 不動産事業の新会社を設立』
6. ↑  中国新聞 1990年10月24日 22ページ『広島城の天守閣イメージ NTT基町ビル デザイン決まる ガラス張り吹き抜けも』
7. ↑  中国新聞 1990年12月13日 6ページ『広島市基町地区再開発 NTT基町ビル起工 百貨店・ホテル複合 地上35階、6年4月完成』
8. ↑  中国新聞 1991年6月27日 6ページ『平成6年完成のNTT基町ビル 日本最大の機械式駐車場 地下2層に536台収容』
9. ↑  中国新聞 1993年11月15日 9ページ『正式名称「NTTクレド基町ビル」 商業棟は来年4月22日開業 ホテルは25日 中国地方最大の商業施設』
10. ↑  中国新聞 1993年11月15日 9ページ『テナント契約 まだ8割 専門店街「パセーラ」 料金1~3割下げ』

## 参考書籍
- 『中国新聞』（中国新聞社）各バックナンバー